# Iglesia de San Francisco (Oporto)
La iglesia de San Francisco de Oporto es la iglesia del convento de San Francisco que se construyó a principios del siglo XIV en Oporto, Portugal.
Está construida en granito, y en la arquitectura de la misma se aprecian elementos románicos y góticos. El pórtico es de estilo barroco, edificado entre los siglos XVII-XVIII.

## Historia
Después de que los Franciscanos llegaran a Oporto, en el año 1233, tuvieron notables dificultades para instalarse en la ciudad, debido a la hostilidad que, durante décadas, manifestó hacia la orden franciscana el por aquel entonces obispo de Oporto, don Pedro Salvadores, quien incluso llegó a expulsarlos de la ciudad. 
La primitiva iglesia del convento de San Francisco fue mandada construir por los frailes franciscanos en el año 1245, gracias a la intervención del papa Inocencio V, que a través de la bula Doelentis accepimus confirmó la posesión del terreno a la orden franciscana. La actual iglesia se empezó a construir en 1383, con un gran apoyo popular, y su construcción finalizó en el año 1410.
Durante un espacio de unos 160 años, entre los siglos XVI y XVII, el interior de la iglesia fue revestido en madera por imagineros portugueses, gracias a las aportaciones de las familias de Oporto que establecieron sus panteones en el recinto de la iglesia, como consecuencia de lo cual, presenta el aspecto actual.
En el siglo XIX, la iglesia sufrió graves desperfectos como consecuencia de la inestable  situación política que atravesaba el país. En 1809, durante la ocupación napoleónica de Portugal, el edificio fue usado como caballeriza, sufriendo diversos daños algunos de los retablos y otros elementos artísticos del templo, como columnas. Durante la guerra civil portuguesa (1828-1834) el convento quedó destruido, conservándose solamente la iglesia. Al finalizar la guerra, los miembros de la orden franciscana fueron expulsados del país por orden del rey Pedro IV, dado que durante la contienda habían apoyado a su adversario, el rey Miguel I. En el espacio que en su día ocupaba el convento se construyó el actual Palacio de la Bolsa.
En 1910 fue declarada Monumento Nacional. En 1996 la iglesia fue integrada en el Patrimonio de la Humanidad, al formar parte del conjunto monumental del casco antiguo de Oporto.

## Arquitectura
La estructura de la iglesia no ha sufrido alteraciones significativas desde 1410, siendo el mejor ejemplo de arquitectura gótica de Oporto.

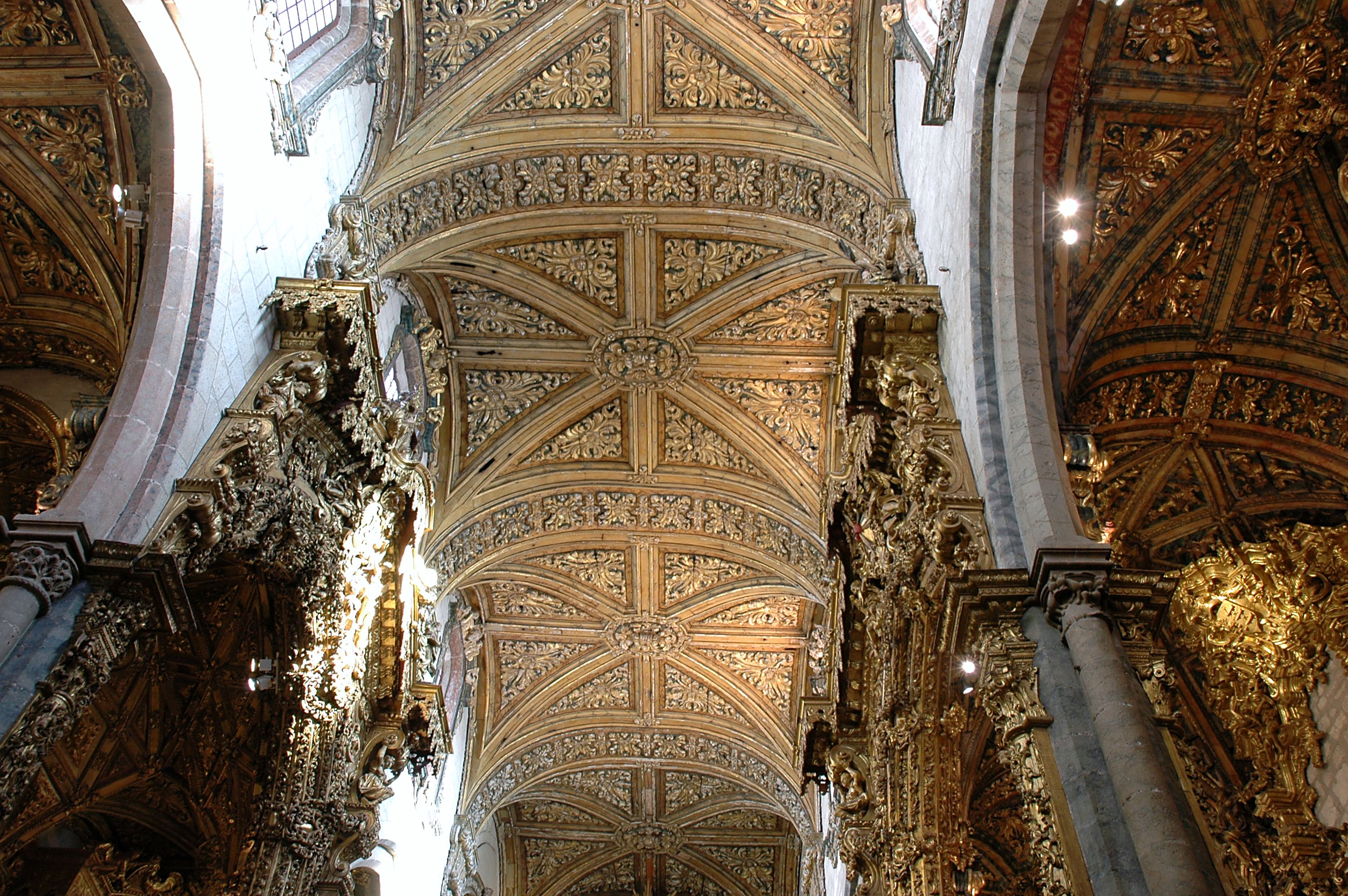
Interior.

La nueva iglesia acabada en 1410 representa una ampliación significativa del espacio anterior, ahora con tres naves en cinco tramos, transepto saliente y cabecera tripartita cintada por contrafuertes. La fachada principal está reforzada por dos contrafuertes escalonados (la misma solución es utilizada como refuerzo del transepto, ábside y absidiolos)
El modelo planimétrico adoptado es similar al ya ensayado en numerosos templos portugueses a partir del gótico mendicante del siglo XII. Una característica regional importante es la presencia de motivos lacrimales decorados con esferas en la parte superior de la capilla mayor, de influencia gallega.
En la fachada principal se distingue un rosetón compartimentado en doce secciones por columnillas radiales unidas por arcos. El siglo XVIII se añadió el portal-retablo del frontispicio de estilo barroco, tiene dos pisos, el primero flanqueado por columnas salomónicas geminadas y el segundo con una hornacina con la imagen de San Francisco flanqueada por columnas salomónicas y ménsula.
A lo largo de la fachada lateral sur, de cara al río Duero, se aprecia una cornisa reposada sobre canecillos. En esta fachada se distingue un portal muy simple, con tres arquivoltas ojivales. La moldura interior está decorada con relieves de estilo mudéjar. El portal tiene un gablete decorado con un pentagrama.
En la fachada posterior, encima del altar, hay otro pentagrama, enmarcado en un pequeño rosetón, delineado con tracería.
La iglesia actual tiene tres naves de cinco tramos, siendo la central más alta que las laterales y con cobertura de artesonado de madera, de dos aguas. Las naves están formadas por diez tramos de arcos ojivales que descansan en columnas fasciculadas y con capiteles zoomórficos y fitomórficos, cuatro de las cuales demarcan el coro alto. El transepto, es saliente y profusamente iluminado y la cabecera, tripartita, como se ha mencionado. El altar mayor más profundo y está ceñido por grandes contrafuertes. La luz del transepto viene solo del ventanal del lado sur, ya que el del norte quedó tapado por la construcción del Palacio de la Bolsa. El revestimiento de tamaño del techo de la nave central y del transepto fecha del 1732.

## Arte
El único elemento de imaginería que se conserva de la primera iglesia es una estatua de San Francisco de Asís, del s. XIII. Durante el reinado de D. Juan I se realiza una pintura mural referente a Nuestra Señora de la Rosa, atribuida a Antonio Florentim, una de las más antiguas pinturas murales intactas del país. El conjunto se encuentra actualmente enmarcado en un retablo que data de 1740.

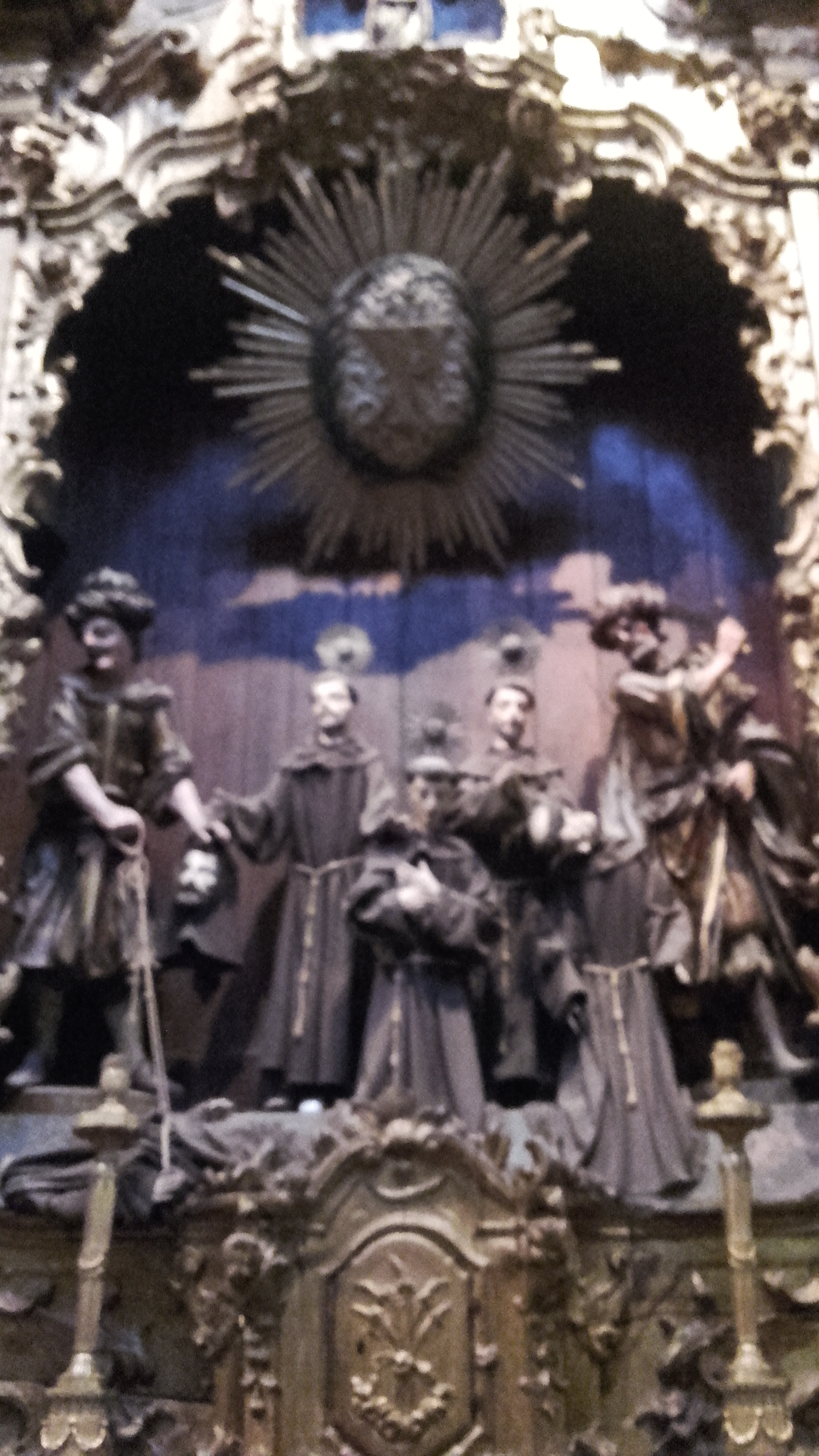
Retablo de los mártires franciscanos de Marruecos

En el lateral izquierdo de la iglesia se encuentra la Capilla de Nuestra Señora de la Concepción o del Árbol de Jesé, talla es obra de los escultores  Antonio Gomes y Filipe da Silva. Se trata de una reformulación de una obra preexistente, realizada entre el 1718 y el 1721. De la obra anterior, lo más destacable son las esculturas que realizó el escultor bracarense Manuel Carneiro Adão  en 1719. Se trata de una talla policromada que representa el árbol genealógico de Jesús, con doce reyes de Judá conectados por las ramas del árbol en el cuerpo yacente de Jesé. En la parte superior del árbol está José, bajo una imagen de la Virgen y el Niño. Las hornacinas que flanquean el conjunto contienen estatuas de San Joaquín y Santa Ana (padre y madre de María) y de cuatro doctores franciscanos que escribieron sobre la Inmaculada Concepción.
La década de 1750 marca la fase final del barroco joanino portugués, encontrándose en el templo obras de esta época con influencia rococó. Dos ejemplos de ello son el retablo de la Anunciación y el de los santos mártires franciscanos de Marruecos. Entre 1760 y 1773, nuevos elementos fueron incorporados a la iglesia, gracias a José Teixeira Guimarães y Francisco Pereira Campanha. De esta época datan los retablos de San Juan Bautista, en la capilla de los Carneiros, que se encuentra en el transepto, y los retablos de la virgen de la Soledad y de la virgen de la Anunciación.

## Catacumbas de la iglesia

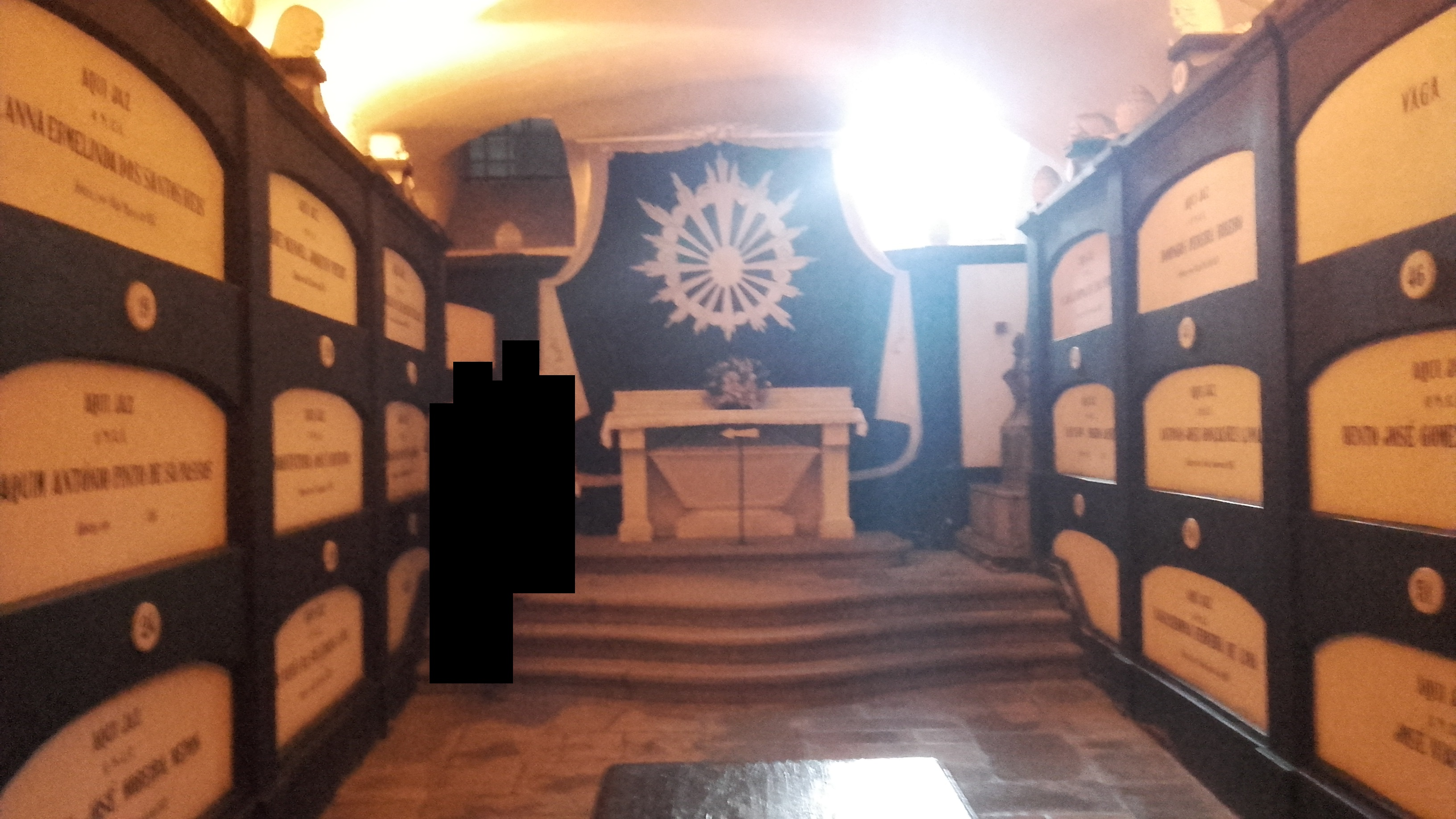
Catacumbas de la iglesia

Las catacumbas de la iglesia de San Francisco fueron construidas bajo la casa anexa a la iglesia, construida entre 1746 y 1749, para habilitar la secretaría y despacho de la orden en Oporto. A la primera fase de construcción siguieron otras dos más: en 1795, se llevó a cabo una ampliación por debajo de la iglesia, en la que intervinieron los arquitectos Antonio Pinto Miranda y Vicente Mazzonneschi. La segunda ampliación, llevada a cabo en 1802, abarcó el suelo por debajo de la capilla de San Antonio.
Entre 1749 y 1866, los benefactores de la Orden en Oporto y sus familias fueron enterrados aquí. En 1866, los enterramientos cesaron, con base en la Ley de Salud Pública del ministro Costa Cabral. De acuerdo con el estatuto de 1751, las sepulturas del cementerio eran comunes a todos los hermanos, salvo las de los hermanos mayores. A partir de 1866, los hermanos empezaron a ser sepultados en un espacio privado del cementerio municipal de Agramonte.